# Crocidura arispa
Crocidura arispa — вид млекопитающих рода белозубок семейства землеройковых, входит в плохо изученную группу петрофильных (камнелюбивых) белозубок «pergrisea—serezkyensis».

## Таксономия
Известен только по двум экземплярам из двух географических точек. Вид был сначала описан как подвид Crocidura pergrisea arispa Spitzenberger, 1971, затем его включили в C. serezkyensis, но последние исследования убедительно продемонстрировали, что это два разных вида.

## Типовое местонахождение
Определено как, «20 км к востоку-юго-востоку от Улукышлы, Нигде, Турция»

## Распространение и места обитания
Эндемик Таврских гор, обнаружен только в центральной их части, в двух точках, разделённых на 400 километров.
C. arispa — эндемик Турции и известна только из двух географических точек, разделённых 400-ми километрами. В настоящее время неизвестно об угрозах для населения. Одна из локаций строго охраняется. Ви д встречается в засушливых районах и приспособлен к обитанию в трещинах. Он может быть чувствителен к изменениям в окружающей среде, хотя для подтверждения этого требуются дополнительные данные (R. Hutterer, личн. Комм. 2007). Также необходимы дополнительные данные о плотности населения, тенденциях, распределении и экологии. Поэтому он оценивается как «Недостаточно данных».